# Sandefjord Peaks
Sandefjord Peaks är en bergstopp i Antarktis. Den ligger i Sydorkneyöarna. Argentina och Storbritannien gör anspråk på området. Toppen på Sandefjord Peaks är 635 meter över havet. Sandefjord Peaks ligger på ön Coronation Island.
Terrängen runt Sandefjord Peaks är kuperad åt nordost, men åt sydväst är den platt. Havet är nära Sandefjord Peaks åt sydväst. Trakten är obefolkad. Det finns inga samhällen i närheten. 